# Camillo Sommariva

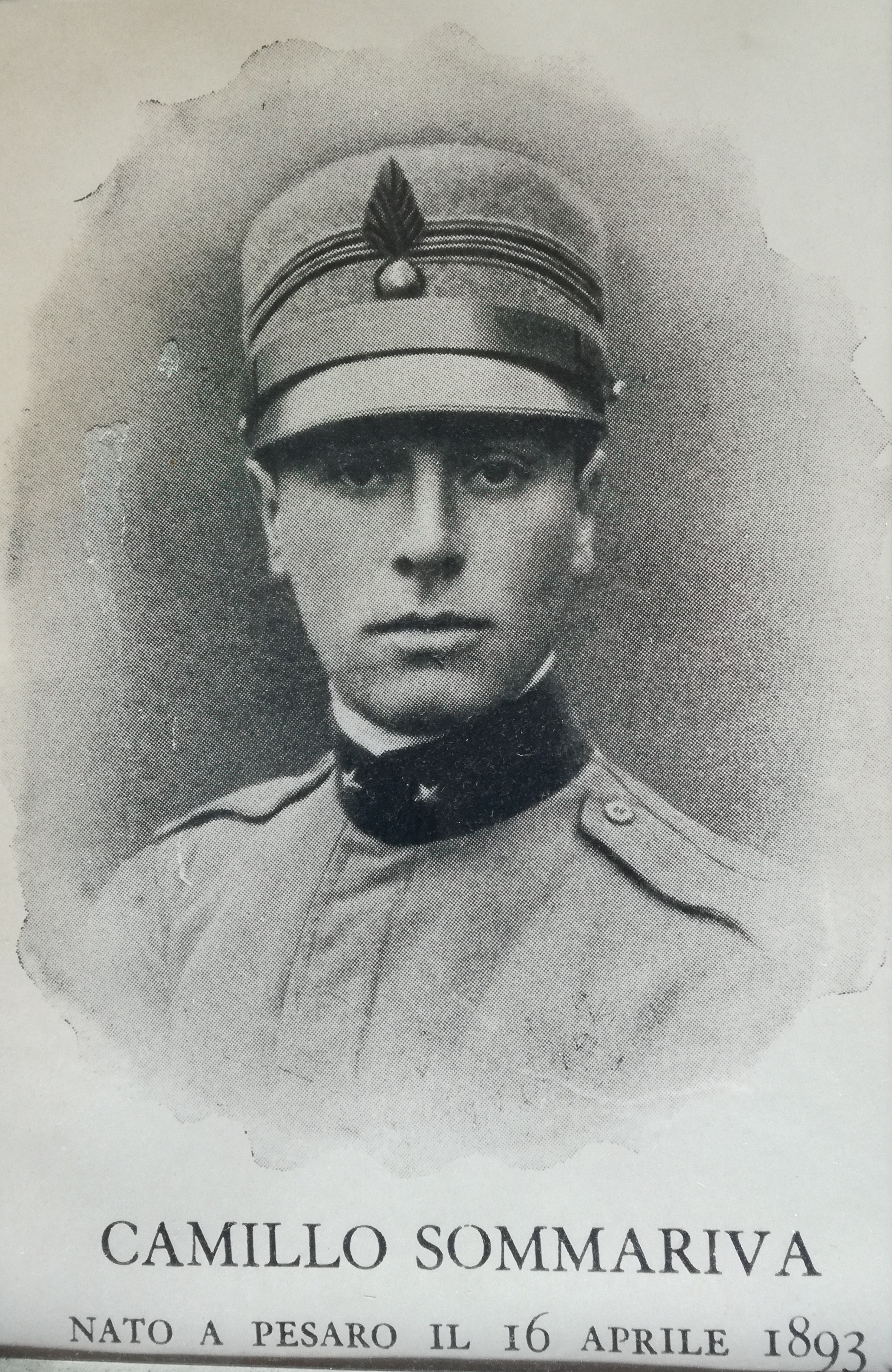
Camillo Sommariva in una foto d'epoca

Camillo Sommariva (Pesaro, 16 aprile 1893 – San Michele in Quarto, 18 giugno 1918) è stato un aviatore italiano, fratello minore di Luigi Sommariva, anch'egli aviatore.

## La giovinezza
Camillo Sommariva nasce a Pesaro nel 1893, però da famiglia proveniente dal paese di Cerea, in provincia di Verona; l'anno precedente era nato il fratello Luigi. Dopo aver studiato al Politecnico di Torino, allo scoppio della Prima Guerra Mondiale si arruola all'Accademia Militare di Modena, dove diventa quasi subito Sottotenente dei Dragoni del Genio Cavalleria.

## La guerra
Una volta arruolato, da Modena il giovane passa a Pordenone, dove insegna alle reclute, e diventa Aiutante Maggiore del Reggimento. Viene quindi trasferito al fronte, nel maggio del 1916, prima a Plava, poi sul Vermigliano, sul Selz e sul Monte Cosich. Partecipa, sempre con i Dragoni, alla battaglia di Gorizia. Il suo valore gli vale ben due encomi. Viene promosso Tenente il 28 luglio 1916. Appassionatosi al volo, consegue un primo brevetto il 14 luglio 1917. Viene quindi trasferito al Campo Scuola Tiro Aereo di Furbara (Roma), da cui poi viene assegnato alla difesa di Brescia, dove giunge il 16 gennaio 1918. 

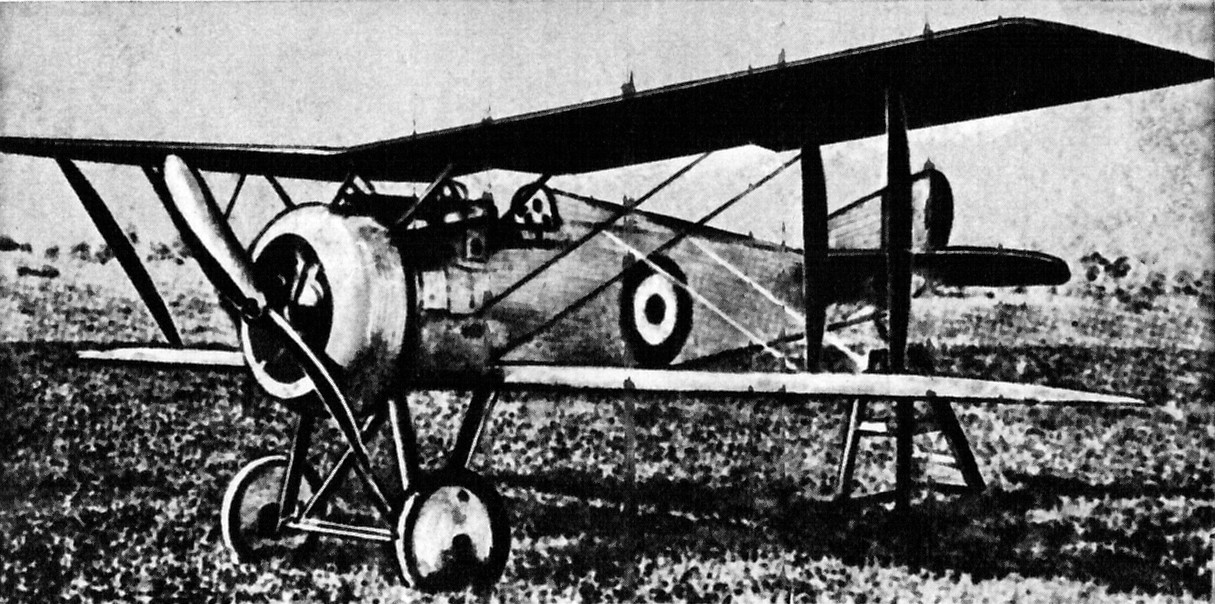
Hanriot HD.1, un esemplare dello stesso modello usato da Camillo Sommariva

Il 3 maggio 1918, durante un'azione di guerra sulla zona trentina delle Giudicarie, il motore del suo aereo, un HD.1,  gli dà grossi problemi, ma con determinazione riesce a riparare in territorio amico, aggiustare il suo velivolo e ripartire. 
Il 13 maggio, sempre sulle Giudicarie, ingaggia una battaglia con un cacciatore austriaco, da cui esce vincitore, abbattendolo.

## La morte
Il 15 e il 16 giugno 1918 si sposta sul Piave, per partecipare, sempre in volo, alla battaglia. Il 17 giugno è per lui un giorno fatale: si alza in volo nonostante le pessime condizioni meteo per ben tre volte, seguendo e mitragliando la strada S. Croce-Paludello. Vengono tuttavia colpiti sia il suo Hanriot HD.1 n.11419 sia egli stesso e, dopo essere riuscito ad atterrare ad Altino, viene recuperato e trasportato all'ospedale da campo n.77 di San Michele in Quarto, dove si spegne, all'età di 25 anni.

## Onorificenze e testimonianze
Viene proposto e ottiene come il fratello, per il coraggio e l'ardimento, la Medaglia d'Argento al Valor Militare alla memoria. Viene allegata la seguente motivazione:
Un'altra testimonianza dell'opera di Camillo Sommariva viene dalla dichiarazione del Capitano Mario Omizzolo, Comandante della 72ª Squadriglia Caccia, nel suo Rapporto Informativo:
A lui e al fratello Luigi vengono intitolati anche il Labaro del nucleo AAA di Cerea, il 112° Deposito Sussidiario A.M., una piazza e l'Istituto Comprensivo "Fratelli Sommariva" di Cerea (Verona), il paese di origine della famiglia.